# Gogonasus
Gogonasus ist der Name einer etwa 380 Millionen Jahre alte Gattung fossiler Fische aus dem späten Oberdevon. Aufgrund ihrer anatomischen Merkmale und der geologischen Schichten, in denen die Fossilien gefunden wurden, gilt Gogonasus als früher Verwandter von Panderichthys und Tiktaalik und somit – wie diese – als Vorläufer der späteren Landwirbeltiere (Tetrapoden). Ein Vorläufer von Gogonasus war wiederum ein fossiler Fisch namens Eusthenopteron.
Die Gattung Gogonasus war bereits seit 1985 aus Western Australia bekannt. Allerdings waren bei allen Funden unter anderem die Kiemenregionen und die Flossen nur schlecht erhalten. Erst ein 2005 in einem Kalksteinbruch der gleichen Region entdecktes, ungewöhnlich gut erhaltenes Exemplar (NMV P221897, Museum Victoria, Melbourne), bei dem mit Hilfe von Röntgenanalysen sogar innere Organe nachgewiesen werden konnten, brachte überraschende Einzelheiten zutage: „ein Mosaik aus plesiomorphen und abgeleiteten tetrapodenähnlichen Merkmalen.“ Neben vielen für Fische typischen Merkmalen hatte Gogonasus – ähnlich Panderichthys – bereits stark erweiterte Spritzlöcher (Atemlöcher) im Bereich der Kiemen, aus denen sich später Gehörgang und Mittelohr entwickelten. Die Anordnung der Brustflossen-Knochen ähnelt jener bei Tiktaalik, jenem urzeitlichen Fisch also, der nach heutigem Kenntnisstand den Landwirbeltieren am nächsten steht.

## Belege
1. ↑  „Gogonasus shows a mosaic of plesiomorphic and derived tetrapod-like features“; zitiert aus: John A. Long, Gavin C. Young, Tim Holland, Tim J. Senden, Erich M. G. Fitzgerald: An exceptional Devonian fish from Australia sheds light on tetrapod origins. In: Nature. Band 444, Nr. 7116, 9. November 2006, S. 199–202, doi:10.1038/nature05243, Volltext.